# Et mourir de plaisir (film, 1978)
Pour les articles homonymes, voir Et mourir de plaisir.
Pour plus de détails, voir Fiche technique et Distribution.
Et mourir de plaisir (Papaya dei Caraibi) est un film d'aventures érotiques italien réalisé par Joe D'Amato et sorti en 1978.

## Synopsis
Alors qu'elle a des rapports sexuels dans une paillote, Papaya émascule son partenaire en le mordant. Peu après, la paillote est incendiée...
Sara est une journaliste en vacances à Saint-Domingue. Elle y rencontre son ami Vincent, un géologue qui travaille dans une centrale nucléaire. Les deux décident de passer les vacances ensemble et rencontrent par hasard Papaya alors qu'elle fait de l'auto-stop.
En réalité, Papaya fait partie d'un groupe de rebelles qui entend empêcher la construction de la centrale nucléaire à Saint-Domingue ; Papaya séduit ingénieurs et géologues, dans le seul but de les faire parler du projet, puis les assassine.
La jeune fille cible également Vincent, le séduit et lui soutire des informations sur le projet de centrale nucléaire...

## Fiche technique
Sauf indication contraire, les informations mentionnées dans cette section peuvent être confirmées par la base de données cinématographiques IMDb,  présente dans la section « Liens externes ».
- Titre français : Et mourir de plaisir ou Mourir de plaisir[1]
- Titre original italien : Papaya dei Caraibi[2]
- Réalisation : Joe D'Amato
- Scénario : Roberto Gandus, Carlo Maietto (it), Joe D'Amato
- Photographie : Joe D'Amato
- Montage : Vincenzo Tomassi (it)
- Musique : Stelvio Cipriani
- Décors et costumes : Mimmo Scavia (it)
- Production : Carlo Maietto (it)
- Société de production : Mercury Cinematografica
- Pays de production :  Italie
- Langue de tournage : italien
- Format : Couleur par Telecolor - 1,85:1 - Son mono - 35 mm
- Durée : 90 minutes (1 h 30[2])
- Genre : Aventures érotiques
- Dates de sortie :
  - Italie : 16 novembre 1978
  - France : 11 juillet 1979[1]

## Distribution
- Melissa Chimenti (it) : Papaya
- Sirpa Lane : Sara
- Maurice Poli : Vincent
- Dakar (non crédité) : le maître de cérémonie